# Kremlin (оркестр)
Камерный оркестр «Kremlin» (от англ. Kremlin — Кремль) — российский камерный оркестр, созданный дирижером Михаилом Рахлевским.
Начальный состав оркестра был собран в 1991 году для записи двух дисков Рахлевского на швейцарской студии звукозаписи Claves. Запись оказалась успешной, и Рахлевский принял решение сохранить коллектив, осуществив с ним испанские гастроли, а в начале 1992 года впервые выступив в Москве. В 1998 году получил статус государственного коллектива.
В 1996 году Оркестр основал ежегодный международный музыкальный фестиваль «Рождество в Кремле».
Отмечая в начале 2002 года своё десятилетие,

KREMLIN предложил публике любопытный эксперимент — «интерактивный концерт». Каждый, кто пришел в тот вечер в Большой зал Московской консерватории, получил внушительный список из произведений композиторов XVIII—XX веков и специальными цветными фишками проголосовал за три сочинения, которые хотел бы услышать в концерте. Наполненные фишками пластмассовые колбы были вынесены на сцену, и высота цветных столбиков указывала «рейтинг» сочинений. Так — на глазах у исполнителей и публики — сложилась концертная программа, прекрасно затем прозвучавшая. К слову, остроумный подход к построению программы — не редкость на выступлениях «кремлинцев».

Как сообщалось в 2006 году, оркестр даёт около 100 концертов в год, из которых 60 за пределами России.
Среди записей оркестра — диски, посвящённые музыке Чайковского, Мясковского, Шостаковича, Шнитке, Карла Райнеке, Нильса Гаде.